# Haplocheirus
Haplocheirus sollers
Genre
Espèce
Haplocheirus (signifiant « l'habile à une seule main ») est un  genre éteint de dinosaures théropodes maniraptoriens. C'est le plus primitif et le seul Alvarezsauroidea basal connu. Il a vécu au début du Jurassique supérieur (Oxfordien), il y a environ 160 Ma (millions d'années). Ses fossiles ont été retrouvés en Chine (région autonome du Xinjiang), dans la formation géologique de Shishugou,.
Une seule espèce est rattachée au genre : Haplocheirus sollers, décrite par Jonah N. Choiniere et ses collègues en 2010.

## Description

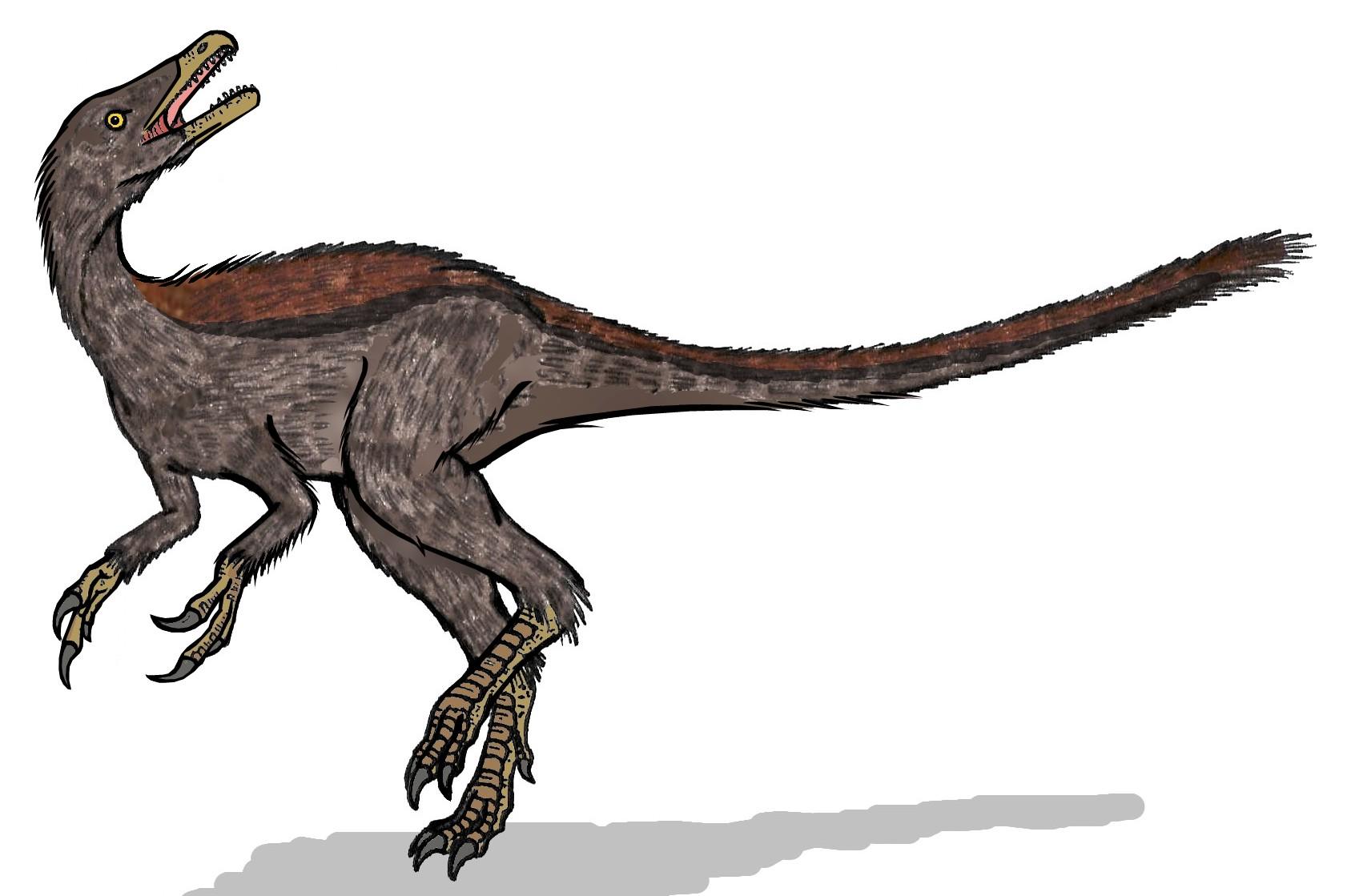
Vue d'artiste d'Haplocheirus sollers.

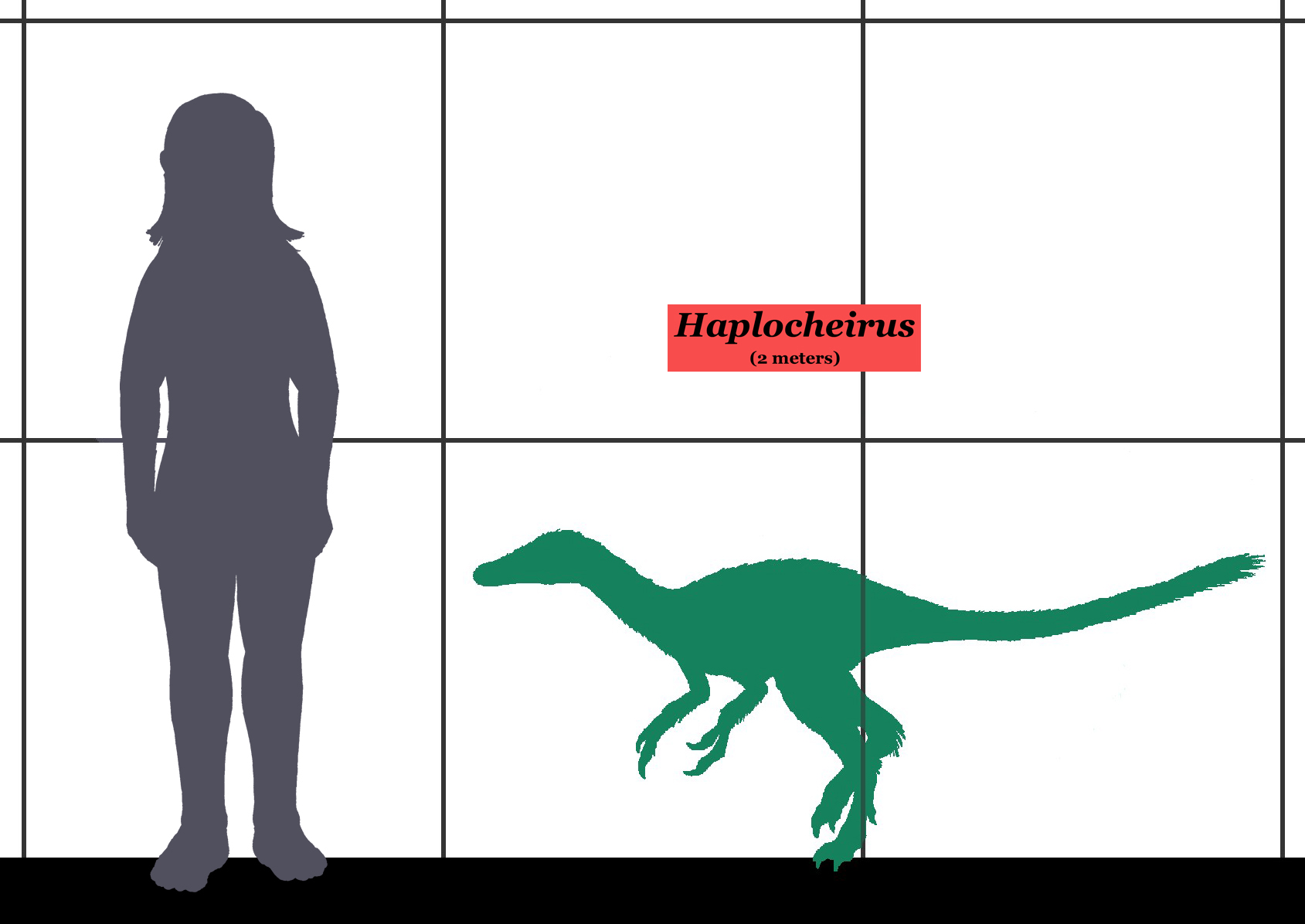
Comparaison de taille entre Haplocheirus et un humain.

C'est le plus grand et le plus ancien des Alvarezsauroidea connus avec une taille avoisinant les 2 mètres et un âge plus vieux de près 70 millions d'années par rapport aux autres membres classiquement connus de cette super-famille qui dataient d'environ 94 (millions d'années).
Cependant cet intervalle a été rempli en 2018 par la description de deux nouveaux genres d'Alvarezsauria  du Crétacé inférieur (Barrémien à Aptien), soit il y a environ entre 125,77 et 113,2 millions d'années. Ces deux genres chinois Xiyunykus et Bannykus, décrits en 2018, par Xu et ses collègues, comblent l'intervalle gigantesque de près de 70 millions d'années qui existait entre Haplocheirus, âgé d'environ 160 Ma (millions d'années), et les Alvarezsauria évolués (dont les Alvarezsauridae) du Crétacé supérieur connus à partir d'environ 94 Ma (millions d'années).
Haplocheirus possède comme les autres alvarezsauroïdes un pouce transformé en longue griffe élargie, mais conserve ses deux autres doigts avec des griffes, qui restent fonctionnels à la différence de ceux des autres genres plus évolués de sa super-famille qui ne possèdent plus qu'un seul doigt.
Ses pattes arrière sont longues et probablement adaptée à la course rapide.

## Classification
Le cladogramme établi par Xing Xu, J. N. Choiniere et leurs collègues en 2011 montre la position singulière très basale d'Haplocheirus parmi les alvarezsauroïdes :
|  | Albertonykus           |
|  |                        |
|  | "Ornithomimus" minutus |
|  |                        |

|  | Parvicursor                       |
|  |                                   |
|  | alvarezsauridé de Tugriken Shireh |
|  |                                   |

|  | Shuvuuia  |
|  |           |
|  | Mononykus |
|  |           |

|  | Parvicursor                       |
|  |                                   |
|  | alvarezsauridé de Tugriken Shireh |
|  |                                   |

|  | Shuvuuia  |
|  |           |
|  | Mononykus |
|  |           |

|  | Parvicursor                       |
|  |                                   |
|  | alvarezsauridé de Tugriken Shireh |
|  |                                   |

|  | Shuvuuia  |
|  |           |
|  | Mononykus |
|  |           |

|  | Parvicursor                       |
|  |                                   |
|  | alvarezsauridé de Tugriken Shireh |
|  |                                   |

|  | Shuvuuia  |
|  |           |
|  | Mononykus |
|  |           |

|  | Albertonykus           |
|  |                        |
|  | "Ornithomimus" minutus |
|  |                        |

|  | Parvicursor                       |
|  |                                   |
|  | alvarezsauridé de Tugriken Shireh |
|  |                                   |

|  | Shuvuuia  |
|  |           |
|  | Mononykus |
|  |           |

|  | Parvicursor                       |
|  |                                   |
|  | alvarezsauridé de Tugriken Shireh |
|  |                                   |

|  | Shuvuuia  |
|  |           |
|  | Mononykus |
|  |           |

|  | Parvicursor                       |
|  |                                   |
|  | alvarezsauridé de Tugriken Shireh |
|  |                                   |

|  | Shuvuuia  |
|  |           |
|  | Mononykus |
|  |           |

|  | Parvicursor                       |
|  |                                   |
|  | alvarezsauridé de Tugriken Shireh |
|  |                                   |

|  | Shuvuuia  |
|  |           |
|  | Mononykus |
|  |           |

|  | Albertonykus           |
|  |                        |
|  | "Ornithomimus" minutus |
|  |                        |

|  | Parvicursor                       |
|  |                                   |
|  | alvarezsauridé de Tugriken Shireh |
|  |                                   |

|  | Shuvuuia  |
|  |           |
|  | Mononykus |
|  |           |

|  | Parvicursor                       |
|  |                                   |
|  | alvarezsauridé de Tugriken Shireh |
|  |                                   |

|  | Shuvuuia  |
|  |           |
|  | Mononykus |
|  |           |

|  | Parvicursor                       |
|  |                                   |
|  | alvarezsauridé de Tugriken Shireh |
|  |                                   |

|  | Shuvuuia  |
|  |           |
|  | Mononykus |
|  |           |

|  | Parvicursor                       |
|  |                                   |
|  | alvarezsauridé de Tugriken Shireh |
|  |                                   |

|  | Shuvuuia  |
|  |           |
|  | Mononykus |
|  |           |

|  | Albertonykus           |
|  |                        |
|  | "Ornithomimus" minutus |
|  |                        |

|  | Parvicursor                       |
|  |                                   |
|  | alvarezsauridé de Tugriken Shireh |
|  |                                   |

|  | Shuvuuia  |
|  |           |
|  | Mononykus |
|  |           |

|  | Parvicursor                       |
|  |                                   |
|  | alvarezsauridé de Tugriken Shireh |
|  |                                   |

|  | Shuvuuia  |
|  |           |
|  | Mononykus |
|  |           |

|  | Parvicursor                       |
|  |                                   |
|  | alvarezsauridé de Tugriken Shireh |
|  |                                   |

|  | Shuvuuia  |
|  |           |
|  | Mononykus |
|  |           |

|  | Parvicursor                       |
|  |                                   |
|  | alvarezsauridé de Tugriken Shireh |
|  |                                   |

|  | Shuvuuia  |
|  |           |
|  | Mononykus |
|  |           |

|  | Albertonykus           |
|  |                        |
|  | "Ornithomimus" minutus |
|  |                        |

|  | Parvicursor                       |
|  |                                   |
|  | alvarezsauridé de Tugriken Shireh |
|  |                                   |

|  | Shuvuuia  |
|  |           |
|  | Mononykus |
|  |           |

|  | Parvicursor                       |
|  |                                   |
|  | alvarezsauridé de Tugriken Shireh |
|  |                                   |

|  | Shuvuuia  |
|  |           |
|  | Mononykus |
|  |           |

|  | Parvicursor                       |
|  |                                   |
|  | alvarezsauridé de Tugriken Shireh |
|  |                                   |

|  | Shuvuuia  |
|  |           |
|  | Mononykus |
|  |           |

|  | Parvicursor                       |
|  |                                   |
|  | alvarezsauridé de Tugriken Shireh |
|  |                                   |

|  | Shuvuuia  |
|  |           |
|  | Mononykus |
|  |           |

|  | Albertonykus           |
|  |                        |
|  | "Ornithomimus" minutus |
|  |                        |

|  | Parvicursor                       |
|  |                                   |
|  | alvarezsauridé de Tugriken Shireh |
|  |                                   |

|  | Shuvuuia  |
|  |           |
|  | Mononykus |
|  |           |

|  | Parvicursor                       |
|  |                                   |
|  | alvarezsauridé de Tugriken Shireh |
|  |                                   |

|  | Shuvuuia  |
|  |           |
|  | Mononykus |
|  |           |

|  | Parvicursor                       |
|  |                                   |
|  | alvarezsauridé de Tugriken Shireh |
|  |                                   |

|  | Shuvuuia  |
|  |           |
|  | Mononykus |
|  |           |

|  | Parvicursor                       |
|  |                                   |
|  | alvarezsauridé de Tugriken Shireh |
|  |                                   |

|  | Shuvuuia  |
|  |           |
|  | Mononykus |
|  |           |

|  | Albertonykus           |
|  |                        |
|  | "Ornithomimus" minutus |
|  |                        |

|  | Parvicursor                       |
|  |                                   |
|  | alvarezsauridé de Tugriken Shireh |
|  |                                   |

|  | Shuvuuia  |
|  |           |
|  | Mononykus |
|  |           |

|  | Parvicursor                       |
|  |                                   |
|  | alvarezsauridé de Tugriken Shireh |
|  |                                   |

|  | Shuvuuia  |
|  |           |
|  | Mononykus |
|  |           |

|  | Parvicursor                       |
|  |                                   |
|  | alvarezsauridé de Tugriken Shireh |
|  |                                   |

|  | Shuvuuia  |
|  |           |
|  | Mononykus |
|  |           |

|  | Parvicursor                       |
|  |                                   |
|  | alvarezsauridé de Tugriken Shireh |
|  |                                   |

|  | Shuvuuia  |
|  |           |
|  | Mononykus |
|  |           |

|  | Albertonykus           |
|  |                        |
|  | "Ornithomimus" minutus |
|  |                        |

|  | Parvicursor                       |
|  |                                   |
|  | alvarezsauridé de Tugriken Shireh |
|  |                                   |

|  | Shuvuuia  |
|  |           |
|  | Mononykus |
|  |           |

|  | Parvicursor                       |
|  |                                   |
|  | alvarezsauridé de Tugriken Shireh |
|  |                                   |

|  | Shuvuuia  |
|  |           |
|  | Mononykus |
|  |           |

|  | Parvicursor                       |
|  |                                   |
|  | alvarezsauridé de Tugriken Shireh |
|  |                                   |

|  | Shuvuuia  |
|  |           |
|  | Mononykus |
|  |           |

|  | Parvicursor                       |
|  |                                   |
|  | alvarezsauridé de Tugriken Shireh |
|  |                                   |

|  | Shuvuuia  |
|  |           |
|  | Mononykus |
|  |           |

|  | Albertonykus           |
|  |                        |
|  | "Ornithomimus" minutus |
|  |                        |

|  | Parvicursor                       |
|  |                                   |
|  | alvarezsauridé de Tugriken Shireh |
|  |                                   |

|  | Shuvuuia  |
|  |           |
|  | Mononykus |
|  |           |

|  | Parvicursor                       |
|  |                                   |
|  | alvarezsauridé de Tugriken Shireh |
|  |                                   |

|  | Shuvuuia  |
|  |           |
|  | Mononykus |
|  |           |

|  | Parvicursor                       |
|  |                                   |
|  | alvarezsauridé de Tugriken Shireh |
|  |                                   |

|  | Shuvuuia  |
|  |           |
|  | Mononykus |
|  |           |

|  | Parvicursor                       |
|  |                                   |
|  | alvarezsauridé de Tugriken Shireh |
|  |                                   |

|  | Shuvuuia  |
|  |           |
|  | Mononykus |
|  |           |

|  | Albertonykus           |
|  |                        |
|  | "Ornithomimus" minutus |
|  |                        |

|  | Parvicursor                       |
|  |                                   |
|  | alvarezsauridé de Tugriken Shireh |
|  |                                   |

|  | Shuvuuia  |
|  |           |
|  | Mononykus |
|  |           |

|  | Parvicursor                       |
|  |                                   |
|  | alvarezsauridé de Tugriken Shireh |
|  |                                   |

|  | Shuvuuia  |
|  |           |
|  | Mononykus |
|  |           |

|  | Parvicursor                       |
|  |                                   |
|  | alvarezsauridé de Tugriken Shireh |
|  |                                   |

|  | Shuvuuia  |
|  |           |
|  | Mononykus |
|  |           |

|  | Parvicursor                       |
|  |                                   |
|  | alvarezsauridé de Tugriken Shireh |
|  |                                   |

|  | Shuvuuia  |
|  |           |
|  | Mononykus |
|  |           |

|  | Albertonykus           |
|  |                        |
|  | "Ornithomimus" minutus |
|  |                        |

|  | Parvicursor                       |
|  |                                   |
|  | alvarezsauridé de Tugriken Shireh |
|  |                                   |

|  | Shuvuuia  |
|  |           |
|  | Mononykus |
|  |           |

|  | Parvicursor                       |
|  |                                   |
|  | alvarezsauridé de Tugriken Shireh |
|  |                                   |

|  | Shuvuuia  |
|  |           |
|  | Mononykus |
|  |           |

|  | Parvicursor                       |
|  |                                   |
|  | alvarezsauridé de Tugriken Shireh |
|  |                                   |

|  | Shuvuuia  |
|  |           |
|  | Mononykus |
|  |           |

|  | Parvicursor                       |
|  |                                   |
|  | alvarezsauridé de Tugriken Shireh |
|  |                                   |

|  | Shuvuuia  |
|  |           |
|  | Mononykus |
|  |           |

|  | Albertonykus           |
|  |                        |
|  | "Ornithomimus" minutus |
|  |                        |

|  | Parvicursor                       |
|  |                                   |
|  | alvarezsauridé de Tugriken Shireh |
|  |                                   |

|  | Shuvuuia  |
|  |           |
|  | Mononykus |
|  |           |

|  | Parvicursor                       |
|  |                                   |
|  | alvarezsauridé de Tugriken Shireh |
|  |                                   |

|  | Shuvuuia  |
|  |           |
|  | Mononykus |
|  |           |

|  | Parvicursor                       |
|  |                                   |
|  | alvarezsauridé de Tugriken Shireh |
|  |                                   |

|  | Shuvuuia  |
|  |           |
|  | Mononykus |
|  |           |

|  | Parvicursor                       |
|  |                                   |
|  | alvarezsauridé de Tugriken Shireh |
|  |                                   |

|  | Shuvuuia  |
|  |           |
|  | Mononykus |
|  |           |

|  | Albertonykus           |
|  |                        |
|  | "Ornithomimus" minutus |
|  |                        |

|  | Parvicursor                       |
|  |                                   |
|  | alvarezsauridé de Tugriken Shireh |
|  |                                   |

|  | Shuvuuia  |
|  |           |
|  | Mononykus |
|  |           |

|  | Parvicursor                       |
|  |                                   |
|  | alvarezsauridé de Tugriken Shireh |
|  |                                   |

|  | Shuvuuia  |
|  |           |
|  | Mononykus |
|  |           |

|  | Parvicursor                       |
|  |                                   |
|  | alvarezsauridé de Tugriken Shireh |
|  |                                   |

|  | Shuvuuia  |
|  |           |
|  | Mononykus |
|  |           |

|  | Parvicursor                       |
|  |                                   |
|  | alvarezsauridé de Tugriken Shireh |
|  |                                   |

|  | Shuvuuia  |
|  |           |
|  | Mononykus |
|  |           |

|  | Albertonykus           |
|  |                        |
|  | "Ornithomimus" minutus |
|  |                        |

|  | Parvicursor                       |
|  |                                   |
|  | alvarezsauridé de Tugriken Shireh |
|  |                                   |

|  | Shuvuuia  |
|  |           |
|  | Mononykus |
|  |           |

|  | Parvicursor                       |
|  |                                   |
|  | alvarezsauridé de Tugriken Shireh |
|  |                                   |

|  | Shuvuuia  |
|  |           |
|  | Mononykus |
|  |           |

|  | Parvicursor                       |
|  |                                   |
|  | alvarezsauridé de Tugriken Shireh |
|  |                                   |

|  | Shuvuuia  |
|  |           |
|  | Mononykus |
|  |           |

|  | Parvicursor                       |
|  |                                   |
|  | alvarezsauridé de Tugriken Shireh |
|  |                                   |

|  | Shuvuuia  |
|  |           |
|  | Mononykus |
|  |           |

|  | Albertonykus           |
|  |                        |
|  | "Ornithomimus" minutus |
|  |                        |

|  | Parvicursor                       |
|  |                                   |
|  | alvarezsauridé de Tugriken Shireh |
|  |                                   |

|  | Shuvuuia  |
|  |           |
|  | Mononykus |
|  |           |

|  | Parvicursor                       |
|  |                                   |
|  | alvarezsauridé de Tugriken Shireh |
|  |                                   |

|  | Shuvuuia  |
|  |           |
|  | Mononykus |
|  |           |

|  | Parvicursor                       |
|  |                                   |
|  | alvarezsauridé de Tugriken Shireh |
|  |                                   |

|  | Shuvuuia  |
|  |           |
|  | Mononykus |
|  |           |

|  | Parvicursor                       |
|  |                                   |
|  | alvarezsauridé de Tugriken Shireh |
|  |                                   |

|  | Shuvuuia  |
|  |           |
|  | Mononykus |
|  |           |

|  | Albertonykus           |
|  |                        |
|  | "Ornithomimus" minutus |
|  |                        |

|  | Parvicursor                       |
|  |                                   |
|  | alvarezsauridé de Tugriken Shireh |
|  |                                   |

|  | Shuvuuia  |
|  |           |
|  | Mononykus |
|  |           |

|  | Parvicursor                       |
|  |                                   |
|  | alvarezsauridé de Tugriken Shireh |
|  |                                   |

|  | Shuvuuia  |
|  |           |
|  | Mononykus |
|  |           |

|  | Parvicursor                       |
|  |                                   |
|  | alvarezsauridé de Tugriken Shireh |
|  |                                   |

|  | Shuvuuia  |
|  |           |
|  | Mononykus |
|  |           |

|  | Parvicursor                       |
|  |                                   |
|  | alvarezsauridé de Tugriken Shireh |
|  |                                   |

|  | Shuvuuia  |
|  |           |
|  | Mononykus |
|  |           |

|  | Albertonykus           |
|  |                        |
|  | "Ornithomimus" minutus |
|  |                        |

|  | Parvicursor                       |
|  |                                   |
|  | alvarezsauridé de Tugriken Shireh |
|  |                                   |

|  | Shuvuuia  |
|  |           |
|  | Mononykus |
|  |           |

|  | Parvicursor                       |
|  |                                   |
|  | alvarezsauridé de Tugriken Shireh |
|  |                                   |

|  | Shuvuuia  |
|  |           |
|  | Mononykus |
|  |           |

|  | Parvicursor                       |
|  |                                   |
|  | alvarezsauridé de Tugriken Shireh |
|  |                                   |

|  | Shuvuuia  |
|  |           |
|  | Mononykus |
|  |           |

|  | Parvicursor                       |
|  |                                   |
|  | alvarezsauridé de Tugriken Shireh |
|  |                                   |

|  | Shuvuuia  |
|  |           |
|  | Mononykus |
|  |           |

|  | Albertonykus           |
|  |                        |
|  | "Ornithomimus" minutus |
|  |                        |

|  | Parvicursor                       |
|  |                                   |
|  | alvarezsauridé de Tugriken Shireh |
|  |                                   |

|  | Shuvuuia  |
|  |           |
|  | Mononykus |
|  |           |

|  | Parvicursor                       |
|  |                                   |
|  | alvarezsauridé de Tugriken Shireh |
|  |                                   |

|  | Shuvuuia  |
|  |           |
|  | Mononykus |
|  |           |

|  | Parvicursor                       |
|  |                                   |
|  | alvarezsauridé de Tugriken Shireh |
|  |                                   |

|  | Shuvuuia  |
|  |           |
|  | Mononykus |
|  |           |

|  | Parvicursor                       |
|  |                                   |
|  | alvarezsauridé de Tugriken Shireh |
|  |                                   |

|  | Shuvuuia  |
|  |           |
|  | Mononykus |
|  |           |

|  | Albertonykus           |
|  |                        |
|  | "Ornithomimus" minutus |
|  |                        |

|  | Parvicursor                       |
|  |                                   |
|  | alvarezsauridé de Tugriken Shireh |
|  |                                   |

|  | Shuvuuia  |
|  |           |
|  | Mononykus |
|  |           |

|  | Parvicursor                       |
|  |                                   |
|  | alvarezsauridé de Tugriken Shireh |
|  |                                   |

|  | Shuvuuia  |
|  |           |
|  | Mononykus |
|  |           |

|  | Parvicursor                       |
|  |                                   |
|  | alvarezsauridé de Tugriken Shireh |
|  |                                   |

|  | Shuvuuia  |
|  |           |
|  | Mononykus |
|  |           |

|  | Parvicursor                       |
|  |                                   |
|  | alvarezsauridé de Tugriken Shireh |
|  |                                   |

|  | Shuvuuia  |
|  |           |
|  | Mononykus |
|  |           |

|  | Albertonykus           |
|  |                        |
|  | "Ornithomimus" minutus |
|  |                        |

|  | Parvicursor                       |
|  |                                   |
|  | alvarezsauridé de Tugriken Shireh |
|  |                                   |

|  | Shuvuuia  |
|  |           |
|  | Mononykus |
|  |           |

|  | Parvicursor                       |
|  |                                   |
|  | alvarezsauridé de Tugriken Shireh |
|  |                                   |

|  | Shuvuuia  |
|  |           |
|  | Mononykus |
|  |           |

|  | Parvicursor                       |
|  |                                   |
|  | alvarezsauridé de Tugriken Shireh |
|  |                                   |

|  | Shuvuuia  |
|  |           |
|  | Mononykus |
|  |           |

|  | Parvicursor                       |
|  |                                   |
|  | alvarezsauridé de Tugriken Shireh |
|  |                                   |

|  | Shuvuuia  |
|  |           |
|  | Mononykus |
|  |           |

|  | Albertonykus           |
|  |                        |
|  | "Ornithomimus" minutus |
|  |                        |

|  | Parvicursor                       |
|  |                                   |
|  | alvarezsauridé de Tugriken Shireh |
|  |                                   |

|  | Shuvuuia  |
|  |           |
|  | Mononykus |
|  |           |

|  | Parvicursor                       |
|  |                                   |
|  | alvarezsauridé de Tugriken Shireh |
|  |                                   |

|  | Shuvuuia  |
|  |           |
|  | Mononykus |
|  |           |

|  | Parvicursor                       |
|  |                                   |
|  | alvarezsauridé de Tugriken Shireh |
|  |                                   |

|  | Shuvuuia  |
|  |           |
|  | Mononykus |
|  |           |

|  | Parvicursor                       |
|  |                                   |
|  | alvarezsauridé de Tugriken Shireh |
|  |                                   |

|  | Shuvuuia  |
|  |           |
|  | Mononykus |
|  |           |

|  | Albertonykus           |
|  |                        |
|  | "Ornithomimus" minutus |
|  |                        |

|  | Parvicursor                       |
|  |                                   |
|  | alvarezsauridé de Tugriken Shireh |
|  |                                   |

|  | Shuvuuia  |
|  |           |
|  | Mononykus |
|  |           |

|  | Parvicursor                       |
|  |                                   |
|  | alvarezsauridé de Tugriken Shireh |
|  |                                   |

|  | Shuvuuia  |
|  |           |
|  | Mononykus |
|  |           |

|  | Parvicursor                       |
|  |                                   |
|  | alvarezsauridé de Tugriken Shireh |
|  |                                   |

|  | Shuvuuia  |
|  |           |
|  | Mononykus |
|  |           |

|  | Parvicursor                       |
|  |                                   |
|  | alvarezsauridé de Tugriken Shireh |
|  |                                   |

|  | Shuvuuia  |
|  |           |
|  | Mononykus |
|  |           |

|  | Albertonykus           |
|  |                        |
|  | "Ornithomimus" minutus |
|  |                        |

|  | Parvicursor                       |
|  |                                   |
|  | alvarezsauridé de Tugriken Shireh |
|  |                                   |

|  | Shuvuuia  |
|  |           |
|  | Mononykus |
|  |           |

|  | Parvicursor                       |
|  |                                   |
|  | alvarezsauridé de Tugriken Shireh |
|  |                                   |

|  | Shuvuuia  |
|  |           |
|  | Mononykus |
|  |           |

|  | Parvicursor                       |
|  |                                   |
|  | alvarezsauridé de Tugriken Shireh |
|  |                                   |

|  | Shuvuuia  |
|  |           |
|  | Mononykus |
|  |           |

|  | Parvicursor                       |
|  |                                   |
|  | alvarezsauridé de Tugriken Shireh |
|  |                                   |

|  | Shuvuuia  |
|  |           |
|  | Mononykus |
|  |           |

|  | Albertonykus           |
|  |                        |
|  | "Ornithomimus" minutus |
|  |                        |

|  | Parvicursor                       |
|  |                                   |
|  | alvarezsauridé de Tugriken Shireh |
|  |                                   |

|  | Shuvuuia  |
|  |           |
|  | Mononykus |
|  |           |

|  | Parvicursor                       |
|  |                                   |
|  | alvarezsauridé de Tugriken Shireh |
|  |                                   |

|  | Shuvuuia  |
|  |           |
|  | Mononykus |
|  |           |

|  | Parvicursor                       |
|  |                                   |
|  | alvarezsauridé de Tugriken Shireh |
|  |                                   |

|  | Shuvuuia  |
|  |           |
|  | Mononykus |
|  |           |

|  | Parvicursor                       |
|  |                                   |
|  | alvarezsauridé de Tugriken Shireh |
|  |                                   |

|  | Shuvuuia  |
|  |           |
|  | Mononykus |
|  |           |

|  | Albertonykus           |
|  |                        |
|  | "Ornithomimus" minutus |
|  |                        |

|  | Parvicursor                       |
|  |                                   |
|  | alvarezsauridé de Tugriken Shireh |
|  |                                   |

|  | Shuvuuia  |
|  |           |
|  | Mononykus |
|  |           |

|  | Parvicursor                       |
|  |                                   |
|  | alvarezsauridé de Tugriken Shireh |
|  |                                   |

|  | Shuvuuia  |
|  |           |
|  | Mononykus |
|  |           |

|  | Parvicursor                       |
|  |                                   |
|  | alvarezsauridé de Tugriken Shireh |
|  |                                   |

|  | Shuvuuia  |
|  |           |
|  | Mononykus |
|  |           |

|  | Parvicursor                       |
|  |                                   |
|  | alvarezsauridé de Tugriken Shireh |
|  |                                   |

|  | Shuvuuia  |
|  |           |
|  | Mononykus |
|  |           |

|  | Albertonykus           |
|  |                        |
|  | "Ornithomimus" minutus |
|  |                        |

|  | Parvicursor                       |
|  |                                   |
|  | alvarezsauridé de Tugriken Shireh |
|  |                                   |

|  | Shuvuuia  |
|  |           |
|  | Mononykus |
|  |           |

|  | Parvicursor                       |
|  |                                   |
|  | alvarezsauridé de Tugriken Shireh |
|  |                                   |

|  | Shuvuuia  |
|  |           |
|  | Mononykus |
|  |           |

|  | Parvicursor                       |
|  |                                   |
|  | alvarezsauridé de Tugriken Shireh |
|  |                                   |

|  | Shuvuuia  |
|  |           |
|  | Mononykus |
|  |           |

|  | Parvicursor                       |
|  |                                   |
|  | alvarezsauridé de Tugriken Shireh |
|  |                                   |

|  | Shuvuuia  |
|  |           |
|  | Mononykus |
|  |           |

|  | Albertonykus           |
|  |                        |
|  | "Ornithomimus" minutus |
|  |                        |

|  | Parvicursor                       |
|  |                                   |
|  | alvarezsauridé de Tugriken Shireh |
|  |                                   |

|  | Shuvuuia  |
|  |           |
|  | Mononykus |
|  |           |

|  | Parvicursor                       |
|  |                                   |
|  | alvarezsauridé de Tugriken Shireh |
|  |                                   |

|  | Shuvuuia  |
|  |           |
|  | Mononykus |
|  |           |

|  | Parvicursor                       |
|  |                                   |
|  | alvarezsauridé de Tugriken Shireh |
|  |                                   |

|  | Shuvuuia  |
|  |           |
|  | Mononykus |
|  |           |

|  | Parvicursor                       |
|  |                                   |
|  | alvarezsauridé de Tugriken Shireh |
|  |                                   |

|  | Shuvuuia  |
|  |           |
|  | Mononykus |
|  |           |

|  | Albertonykus           |
|  |                        |
|  | "Ornithomimus" minutus |
|  |                        |

|  | Parvicursor                       |
|  |                                   |
|  | alvarezsauridé de Tugriken Shireh |
|  |                                   |

|  | Shuvuuia  |
|  |           |
|  | Mononykus |
|  |           |

|  | Parvicursor                       |
|  |                                   |
|  | alvarezsauridé de Tugriken Shireh |
|  |                                   |

|  | Shuvuuia  |
|  |           |
|  | Mononykus |
|  |           |

|  | Parvicursor                       |
|  |                                   |
|  | alvarezsauridé de Tugriken Shireh |
|  |                                   |

|  | Shuvuuia  |
|  |           |
|  | Mononykus |
|  |           |

|  | Parvicursor                       |
|  |                                   |
|  | alvarezsauridé de Tugriken Shireh |
|  |                                   |

|  | Shuvuuia  |
|  |           |
|  | Mononykus |
|  |           |

|  | Albertonykus           |
|  |                        |
|  | "Ornithomimus" minutus |
|  |                        |

|  | Parvicursor                       |
|  |                                   |
|  | alvarezsauridé de Tugriken Shireh |
|  |                                   |

|  | Shuvuuia  |
|  |           |
|  | Mononykus |
|  |           |

|  | Parvicursor                       |
|  |                                   |
|  | alvarezsauridé de Tugriken Shireh |
|  |                                   |

|  | Shuvuuia  |
|  |           |
|  | Mononykus |
|  |           |

|  | Parvicursor                       |
|  |                                   |
|  | alvarezsauridé de Tugriken Shireh |
|  |                                   |

|  | Shuvuuia  |
|  |           |
|  | Mononykus |
|  |           |

|  | Parvicursor                       |
|  |                                   |
|  | alvarezsauridé de Tugriken Shireh |
|  |                                   |

|  | Shuvuuia  |
|  |           |
|  | Mononykus |
|  |           |

|  | Albertonykus           |
|  |                        |
|  | "Ornithomimus" minutus |
|  |                        |

|  | Parvicursor                       |
|  |                                   |
|  | alvarezsauridé de Tugriken Shireh |
|  |                                   |

|  | Shuvuuia  |
|  |           |
|  | Mononykus |
|  |           |

|  | Parvicursor                       |
|  |                                   |
|  | alvarezsauridé de Tugriken Shireh |
|  |                                   |

|  | Shuvuuia  |
|  |           |
|  | Mononykus |
|  |           |

|  | Parvicursor                       |
|  |                                   |
|  | alvarezsauridé de Tugriken Shireh |
|  |                                   |

|  | Shuvuuia  |
|  |           |
|  | Mononykus |
|  |           |

|  | Parvicursor                       |
|  |                                   |
|  | alvarezsauridé de Tugriken Shireh |
|  |                                   |

|  | Shuvuuia  |
|  |           |
|  | Mononykus |
|  |           |

|  | Albertonykus           |
|  |                        |
|  | "Ornithomimus" minutus |
|  |                        |

|  | Parvicursor                       |
|  |                                   |
|  | alvarezsauridé de Tugriken Shireh |
|  |                                   |

|  | Shuvuuia  |
|  |           |
|  | Mononykus |
|  |           |

|  | Parvicursor                       |
|  |                                   |
|  | alvarezsauridé de Tugriken Shireh |
|  |                                   |

|  | Shuvuuia  |
|  |           |
|  | Mononykus |
|  |           |

|  | Parvicursor                       |
|  |                                   |
|  | alvarezsauridé de Tugriken Shireh |
|  |                                   |

|  | Shuvuuia  |
|  |           |
|  | Mononykus |
|  |           |

|  | Parvicursor                       |
|  |                                   |
|  | alvarezsauridé de Tugriken Shireh |
|  |                                   |

|  | Shuvuuia  |
|  |           |
|  | Mononykus |
|  |           |

|  | Albertonykus           |
|  |                        |
|  | "Ornithomimus" minutus |
|  |                        |

|  | Parvicursor                       |
|  |                                   |
|  | alvarezsauridé de Tugriken Shireh |
|  |                                   |

|  | Shuvuuia  |
|  |           |
|  | Mononykus |
|  |           |

|  | Parvicursor                       |
|  |                                   |
|  | alvarezsauridé de Tugriken Shireh |
|  |                                   |

|  | Shuvuuia  |
|  |           |
|  | Mononykus |
|  |           |

|  | Parvicursor                       |
|  |                                   |
|  | alvarezsauridé de Tugriken Shireh |
|  |                                   |

|  | Shuvuuia  |
|  |           |
|  | Mononykus |
|  |           |

|  | Parvicursor                       |
|  |                                   |
|  | alvarezsauridé de Tugriken Shireh |
|  |                                   |

|  | Shuvuuia  |
|  |           |
|  | Mononykus |
|  |           |

En 2018, une nouvelle analyse phylogénétique, incluant deux nouveaux genres d'alvarezsauriens du Crétacé inférieur de Chine occidentale, Bannykus et Xiyunykus par Xing Xu et ses collègues, confirme la position basale d'Haplocheirus et sa proximité avec le genre Aorun qui a vécu à peu près à la même époque que lui et est considéré par ces auteurs comme un alvarezsaurien basal.